# Joseph Marcell
Joseph Marcell (ur. 18 sierpnia 1948) – brytyjski aktor filmowy i głosowy. Najbardziej znany jako Geoffrey w Bajer z Bel-Air.

## Wybrana filmografia
- 1990: Bajer z Bel-Air jako Geoffrey

### Role głosowe
- 1993: Przygody Kota Davida jako Wilkins Micawber